# Louis Marie Cordonnier
Pour les articles homonymes, voir Cordonnier (homonymie).
Louis Marie Cordonnier, né à Haubourdin le 7 juillet 1854 et mort le 20 novembre 1940 à Peyrillac, est un architecte français.
Il a construit et restauré de nombreux édifices dans les départements du Nord et du Pas-de-Calais, ainsi que la basilique Sainte-Thérèse de Lisieux dans le Calvados. Il est influencé par Viollet-le-Duc.

## Biographie

### Famille et formation
Louis Marie Cordonnier est né à Haubourdin le 7 juillet 1854 du mariage de Jean Baptiste Cordonnier, architecte, et de Rosalie Catherine Cambron. 
Il étudie aux Beaux-Arts de Paris de 1875 à 1880 où il est élève de son père et d'Émile André. Ces années ne démontrent pas un talent particulier et en 1880 il quitte la capitale sans diplôme, mais il est médaillé. En sortant des Beaux-Arts, il souhaite se professionnaliser sous le nom de Louis Cordonnier. En effet, il ne signe sous le nom de Louis Marie que lorsque son fils, Louis Stanislas, le rejoint dans son cabinet en 1920. 

Les principaux enseignements que retire Louis Marie de ses études à Paris relèvent de la confrontation aux oeuvres des maîtres architectes, aux fondements de l'histoire de France, aux répertoires des styles majeurs ainsi qu'une leçon de Eugène Viollet-le-Duc : 
« Il faut être vrai selon le programme, vrai selon les procédés de construction ; être vrai selon le programme, c'est remplir exactement, simplement, les conditions imposées par le besoin ; être vrai selon les procédés de construction, c'est employer les matériaux suivant leurs qualités et leurs propriétés »
Le 25 juin 1881, il épouse à Valenciennes Pauline Jeanne Marie Lussigny. De ce mariage naissent trois enfants, dont Louis-Stanislas Cordonnier qui sera également architecte (leur cabinet est sis no 8 bis, rue Marais à Lille). Veuf, il épouse en secondes noces Mathilde Adèle Carpentier le 7 janvier 1898 à Lille d'où naîtra une fille.

### Carrière

#### Débuts et concours

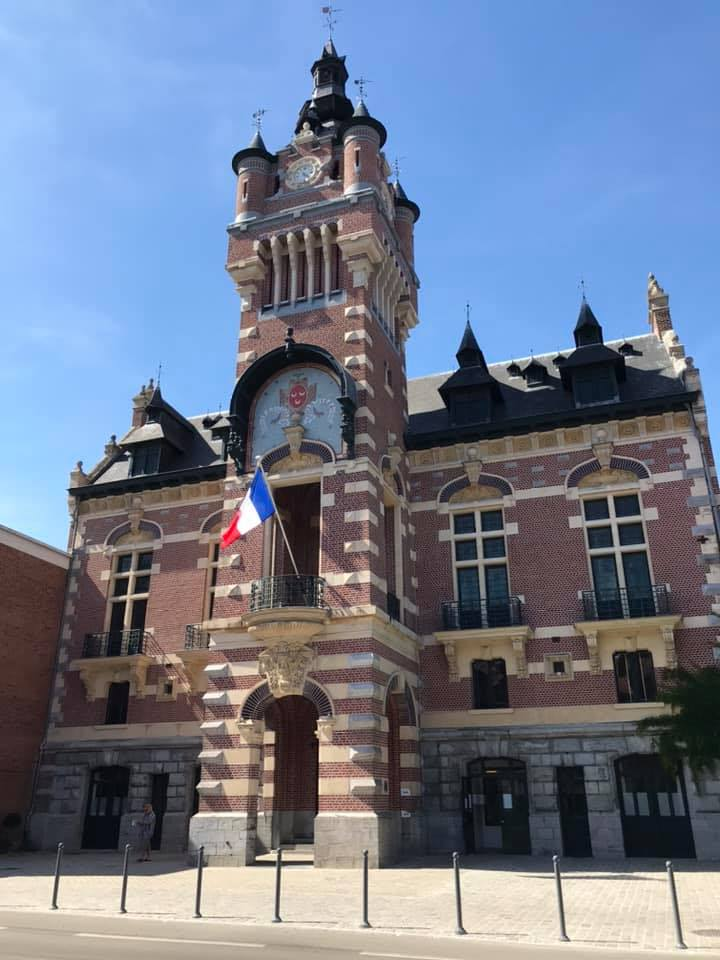
Hôtel de ville de Loos, première réalisation effectuée en 1883.

En 1883, il est engagé sur sa première réalisation, l'hôtel de ville de Loos. Il se montre très sensible aux tendances patrimoniales des mouvements régionalistes et dote le bâtiment d'un beffroi sous le signe d'une Renaissance flamande et qui se rattache aux traditions du Nord de la France.
L'édifice est salué par la presse et Louis Marie développe son propre cabinet à Lille et marque la région de son empreinte. Il devient également lauréat pour prendre en charge la restauration de la cathédrale de Milan, puis remporte le concours international pour la construction de la Bourse d'Amsterdam, cette dernière est finalement confiée à un professionnel néerlandais. En lieu et place de ce projet, il construit entre autres l'hôtel de ville de Dunkerque et l'Opéra de Lille.
Louis Marie Cordonnier expose au Salon des artistes français à partir de 1890 et y obtient cette année-là une médaille de 3e classe puis en 1892 une médaille d'honneur avant de remporter le Grand-Prix de l'exposition universelle de 1900 et d'être placé en hors concours. Il remporte également le concours international face à 215 concurrents pour la construction du Palais de la Paix. Il est élu en 1911 au fauteuil no 4 de la section Architecture de l'Académie des beaux-arts (Institut de France).

#### Coordinateur de la reconstruction
Lorsque la Première Guerre mondiale éclate, il se réfugie à Paris. Il est particulièrement affecté par les dégâts causés par la guerre et signe, en septembre 1916, un manifeste au nom d'un groupe de délégués des régions envahies. Il y prône la reconstruction rapide de ville « plus belles, plus hygiéniques, plus modernes ». Il exige également que toute reconstruction doit être accompagnée d'un plan d'aménagement et d'extension afin de concilier tous les intérêts, privés et généraux.
Membre du comité spécial du ministère des Régions libérées, il devient inspecteur général des bâtiments civils puis président de l'Office du bâtiment (1918 à 1921), président de la Société centrale des architectes, membre des jurys d'architecture et de l’École nationale des beaux-arts et du salon de la société des artistes français depuis 1911.
Il se montre particulièrement présent dans la vallée de la Lys pour coordonner la reconstruction qui s'étend aux villes de Comines, Bailleul, Armentières, Laventie, Merville, Béthune, Arras, Waziers, Lens, etc. Le chantier est important puisque 279 communes sont dévastées, 526 000 habitants sont privés de logements et 90 000 tonnes d'obus sont à enlever.

### Radicalisation politique
En mai 1892, il se présente aux élections municipales et manque de devenir conseiller de 211 voix. Il se représente douze ans plus tard au sein du parti de droite radicale La Patrie française. Il rejoint les positions des branches catholiques attisées par le procès de l'affaire Dreyfus. Il se montre prompt à répandre le mythe antisémite. On retrouve cette opinion lors de divers discours comme en 1912, lorsqu'il devient académicien. Il est partisan de l'ordre et de la tradition et à ce que chacun s'attache à « la vérité des choses que l'on n'a pas choisies mais qui vous ont fait », allant jusqu'à lui donner pour appellation le « génie de la race ».
En 1924, il est toujours mentionné comme adhérent au mouvement de l'Action française et reste particulièrement intransigeant sur le plan religieux jusqu'à ce que le Vatican ne condamne les positions du mouvement. Il n'y a toutefois pas trace d'intervention ou d'initiatives notables et il ne sera jamais élu à une fonction.

## Récompenses et distinctions
Le 15 octobre 1911, Louis Marie Cordonnier est nommé au grade de chevalier dans l'ordre national de la Légion d'honneur, puis fait chevalier de l'ordre le 21 novembre 1911. Il est promu au grade d'officier dans l'ordre le 3 février 1929 au titre de « Architecte - Président de l'Académie des Beaux-Arts » et fait officier de l'ordre le 17 février 1929.
Il est commandeur de l'ordre de Saint-Grégoire-le-Grand, de l'ordre d'Orange-Nassau, chevalier de l'ordre du Christ (Portugal) et officier d'Académie.

## Style architectural
Les différentes publications évoquent plusieurs styles architecturaux pour décrire les réalisations de Louis Marie Cordonnier. Certaines sont à caractère néo-flamand, d'autres penchent vers le style médiéval, des touches d'italianisme, d'inspiration néo-byzantine avec une maîtrise classique. Bruno Vouters et Benoît Cordonnier parlent en particulier du « passage du régionalisme à l'universel, du laïc au spirituel, de la tradition à la modernité, des exubérances pittoresques aux lignes de force ».
Son style est parfois aussi décrit comme passéiste et de l'ordre de l'archéologie architecturale. Ce qui démontre son attachement important au régionalisme et à la reconnaissance de leurs héritages propres.

## Réalisations architecturales

### Architecture religieuse

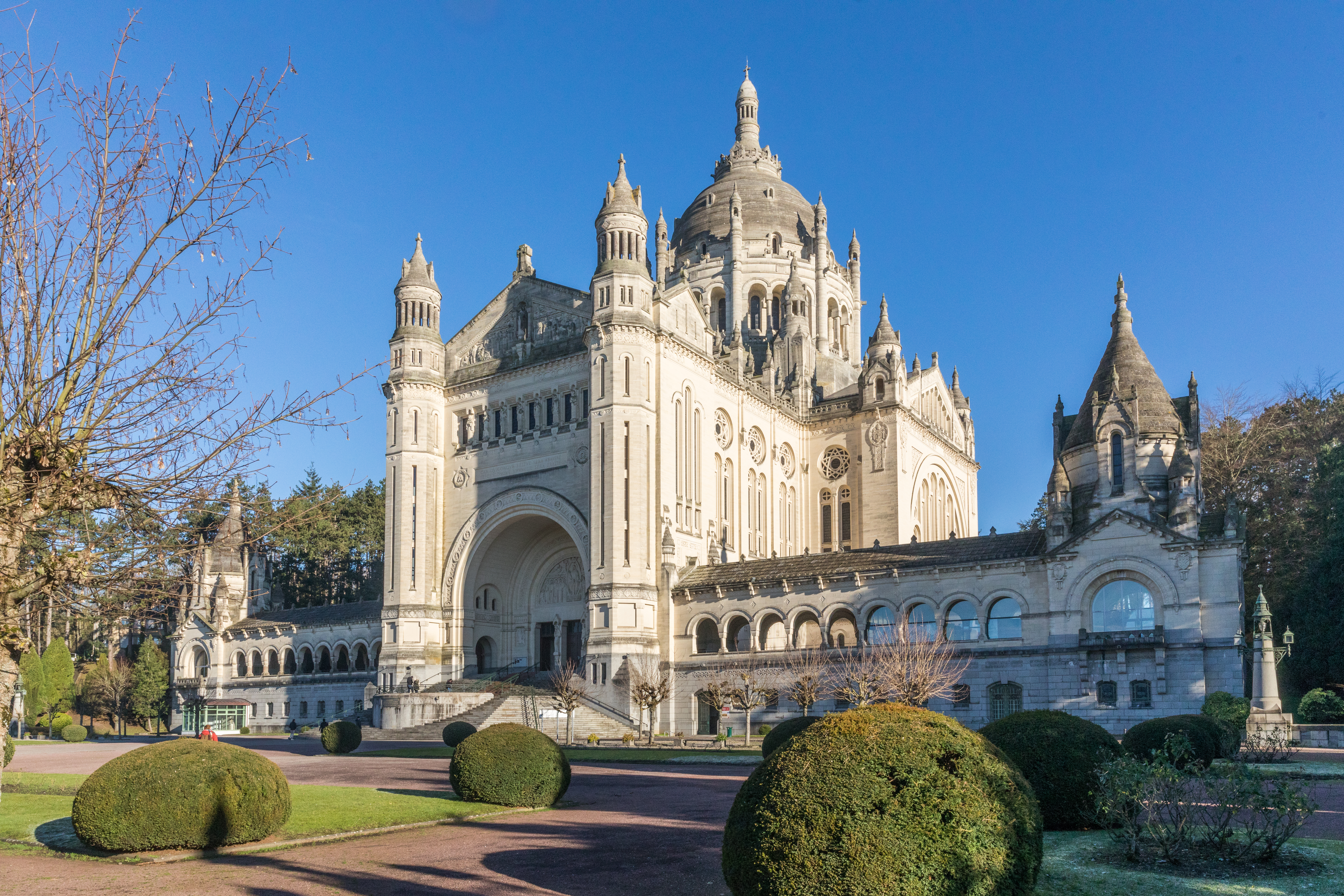
Basilique Sainte-Thérèse de Lisieux.

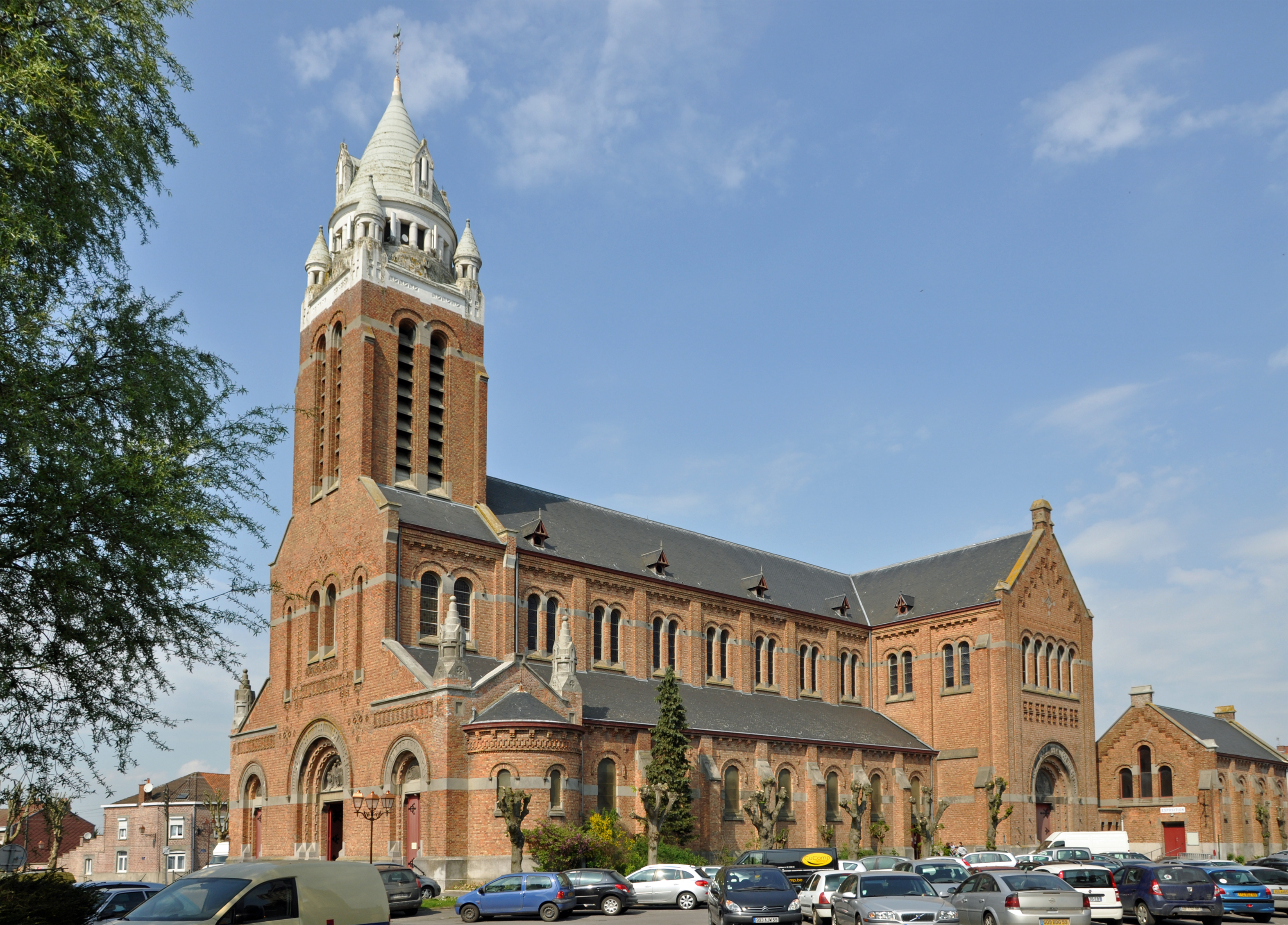
L'église Saint-Vaast à Bailleul (Nord).

Louis Marie Cordonnier a dessiné les plans de plusieurs ouvrages, dont :
- à Haubourdin, la restauration de l'église Saint-Maclou, avec son père Jean Baptiste Cordonnier ;
- à Merville, l'église Saint-Pierre (1924);
- à Caudry, la basilique Sainte-Maxellende (1887) ;
- à Lille, l'église Notre-Dame-de-Pellevoisin (1906-1911) ;
- à Laventie, l'église Saint-Vaast (1925-1929) ;
- à Bailleul, l'église Saint-Vaast (1935) ;
- à Béthune, l'église Saint-Vaast (1924-1927) ;
- à Lens, l'église Saint-Édouard (1924), inscrite à l'inventaire des monuments historiques ;
- à Sains-en-Gohelle, l'église Sainte-Marguerite de la cité no 10 (1924-1926) ;
- à Waziers, l'église Notre-Dame-des-Mineurs (1927) ;
- à Braffe, la restauration de l'église Saint-Michel ;
- à Fauquissart, l'église Saint-Pierre ;
- à Feuchy, la reconstruction de l'église Saint-Vaast ;
- à Armentières, la reconstruction de l'église Saint-Vaast ;
- à Lisieux, la basilique Sainte-Thérèse de Lisieux (1929-1937) avec son fils Louis-Stanislas Cordonnier[14] ;
- à Montigny-en-Ostrevent, l'église Saint-Charles (1933-1935) avec son fils Louis-Stanislas Cordonnier ;
- à Ablain-Saint-Nazaire, la chapelle-basilique Notre-Dame-de-Lorette, la lanterne des morts et le plan de la nécropole nationale de Notre-Dame-de-Lorette.

### Architecture civile
Il est également l'architecte de nombreux bâtiments civils, dont plusieurs hôtels de ville.

#### Hôtels de ville
- à Loos-lez-Lille, l'hôtel de Ville et le beffroi de Loos (1885), premier hôtel de ville de style néoflamand en France, selon un mouvement commencé en Belgique ;
- à Dunkerque, l'hôtel de ville avec le second beffroi de la ville (1895-1901), en partie reconstruit par son fils Louis-Stanislas Cordonnier après la Seconde Guerre mondiale, bâtiment inscrit à l'inventaire général du patrimoine culturel[15] ;
- à Merville, l'hôtel de ville et le beffroi (1922) ;
- à La Madeleine, l'hôtel de ville et le beffroi (1930-1931) ;
- à Bailleul, l'hôtel de ville avec le beffroi (1932) ;
- à Comines, l'hôtel de ville avec le beffroi, qu'il reconstruit en 1932 à l’identique de celui de 1623 après sa destruction pendant la Première Guerre mondiale ;
- à Laventie, l'hôtel de ville ;
- à Armentières, l'hôtel de ville avec le beffroi (1934). L'hôtel de ville et le beffroi avec l'église Saint-Vaast, la halle de marché et le monument aux morts, tous situés sur la Grand-Place et conçus par Louis Marie Cordonnier, forment un ensemble architectural harmonieux considéré comme une de ses principales réussites.

Parmi les beffrois qu'il a dessinés, construits ou reconstruits, 5 font partie des 23 beffrois de France qui ont été classés au Patrimoine mondial de l'UNESCO en juillet 2005 (beffrois de Belgique et de France) : Loos-lez-Lille, Dunkerque, Bailleul, Comines et Armentières.
Celui de la chambre de commerce de Lille, considéré comme son beffroi le plus réussi, n'y est pas classé car ce n'est pas un beffroi communal.

#### Autres
- à Lille : l’opéra de style néoclassique, le bâtiment de la chambre de commerce et d'industrie de style néo-lillois (1906-1920)[16], bâtiment classé à l'inventaire des monuments historiques le 16 juin 2016[17] et le bâtiment du siège social de la société des mines de Lens, de style néoclassique (1903) ;
- à Haubourdin, l'hôpital et la chapelle (1878) ;
- à Lens, les grands bureaux des Mines (1928). L'édifice est aujourd'hui la propriété de l'université d'Artois. Le site accueille la faculté des sciences Jean-Perrin.
- à Ablain-Saint-Nazaire, les monuments de la nécropole nationale de Notre-Dame-de-Lorette inaugurés en 1925.

#### Villas

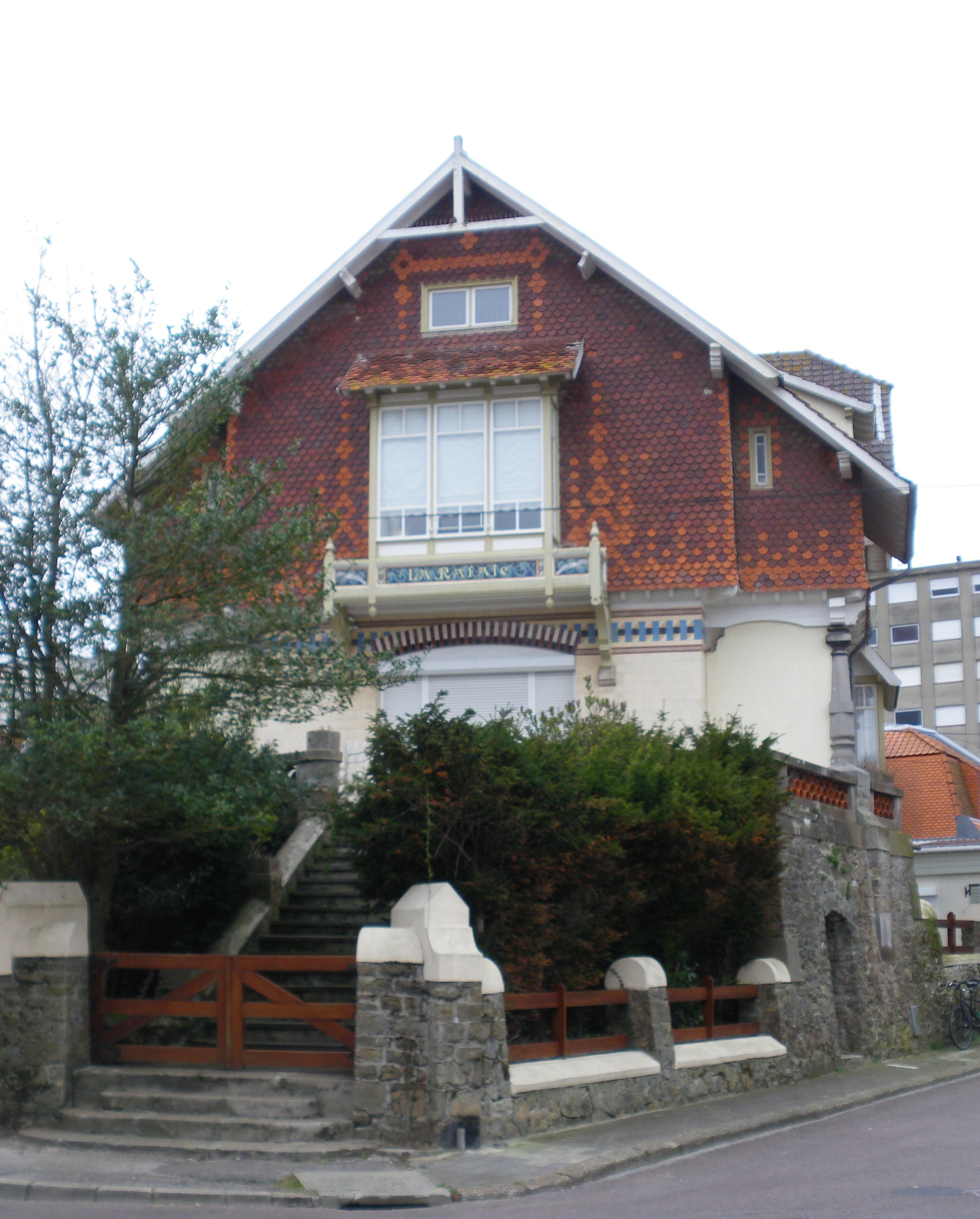
Villa La Rafale au Touquet-Paris-Plage.

En 1894, il dessine les plans de quelques villas au Touquet-Paris-Plage :
- la villa L'Ermitage sise au 2, rue de Londres[18] ;
- la villa La Rafale, construite pour lui-même, à l'angle de l'avenue Louis-Hubert et la rue des Dunes. Il voulait en faire sa résidence d’été, mais il la revend en 1900 lorsqu'il participe à la création de la station d'Hardelot. Cette villa associe les styles anglo-normand, germanique et hollandais. Ses façades et toitures sont inscrites à l'inventaire des monuments historiques depuis le 1er décembre 1997[19],[20].

Il est l'urbaniste de la station balnéaire d'Hardelot-Plage conçue par l'Anglais John Whitley. Il va construire les nombreuses villas : Les Petits Crabes, Élisabeth, Wilhelmine pour lui-même, Le Bon Gîte, La Marmaille, Les Roses, Pax, Paulette, Francisca, Yvonne, Nelly, Jehanne, L'Escopette pour Louis Blériot, Ma Mie, La Maisonnette, Les Sablons, La Houle, etc. Après la Seconde Guerre mondiale, seules huit villas subsistent.
En 1922, avec l'architecte Jean Lafitte, il est l'auteur à Maubeuge de la villa située 1, avenue de Ferrière,

#### À l'étranger

Palais de la Paix à La Haye.

Louis Marie Cordonnier est également l'architecte à La Haye du palais de la Paix, siège de la Cour permanente d'arbitrage et de la Cour internationale de justice.
Il a dessiné les plans du bâtiment de la Bourse d'Amsterdam, mais son projet n'a pas été retenu, celui de Hendrik Petrus Berlage lui ayant été préféré.

#### Divers
Il est également l'architecte de nombreuses statues et monuments commémoratifs de Lille comme le Monument commémoratif de la défense nationale en 1870, la statue de Louis Pasteur, le monument à Alexandre Desrousseaux, la statue de Louise de Bettignies, la statue d'Auguste Angellier…
Une avenue porte son nom : l'avenue de l'Architecte-Louis-Cordonnier située dans le quartier Vauban Esquermes de la ville de Lille.

## Pour approfondir